# Élections cantonales françaises de 1836
Des élections cantonales sont organisées en France en 1836.